# Baron Sandys

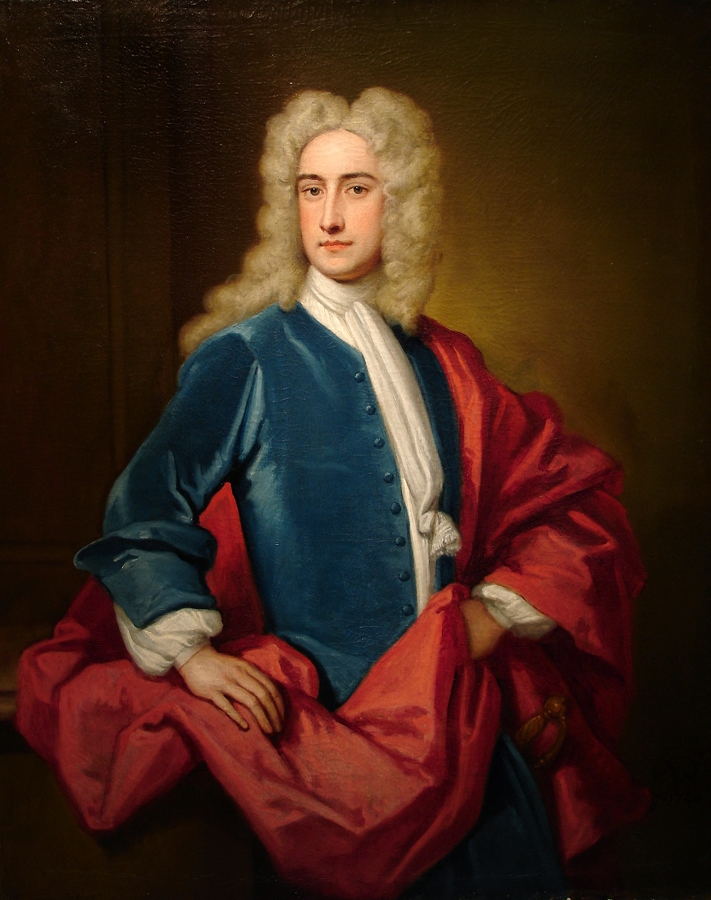
Samuel Sandys, 1. Baron Sandys

Baron Sandys ist ein erblicher britischer Adelstitel, der bisher dreimal verliehen wurde, davon je einmal in der Peerage of England, Peerage of Great Britain und Peerage of the United Kingdom.

## Verleihungen
Erstmals wurde am 27. April 1523 der Titel Baron Sandys, of The Vyne, in der Peerage of England für Sir William Sandys, den Favoriten König Heinrichs VIII., geschaffen. Der Titel fiel beim Tod des 8. Barons um 1683 in Abeyance und wurde seither nicht wiederhergestellt.
Am 20. Dezember 1743 wurde in zweiter Verleihung der Titel Baron Sandys, of Ombersley in the County of Worcester in der Peerage of Great Britain zugunsten des ausscheidenden Schatzkanzlers Samuel Sandys neu geschaffen. Der Titel erlosch beim Tod seines Sohnes des 2. Barons am 11. März 1797.
Am 19. Juni 1802 wurde schließlich der Titel Baron Sandys, of Ombersley in the County of Worcester, in der Peerage of the United Kingdom für Mary Hill, Marchioness of Downshire, die Witwe des Arthur Hill, 2. Marquess of Downshire, geschaffen. Sie war eine Nichte des letzten Barons zweiter Verleihung. Der Titel wurde mit dem besonderen Vermerk verliehen, dass er vorrangig an ihre jüngeren Söhne Arthur Moyses, Marcus, Augustus und George sowie deren männliche Nachkommen vererbbar sei und erst danach an ihren ältesten Sohn, Arthur Blundell Hill, 3. Marquess of Downshire, und dessen männliche Nachkommen. Letztere Regelung griff beim Tod des 7. Barons am 11. Februar 2013, damals erbte Nicholas Hill, 9. Marquess of Downshire, ein Nachfahre des 3. Marquess, den Titel als 8. Baron Sandys. Die Baronie ist seither ein nachgeordneter Titel der Marquess of Downshire.

## Liste der Barone Sandys

### Barone Sandys, erste Verleihung (1523)
- William Sandys, 1. Baron Sandys (um 1470–1540)
- Thomas Sandys, 2. Baron Sandys († 1560)
- William Sandys, 3. Baron Sandys († 1623)
- William Sandys, 4. Baron Sandys († 1629)
- Elizabeth Sandys, 5. Baroness Sandys († um 1645)
- William Sandys, 6. Baron Sandys (um 1626–1668)
- Henry Sandys, 7. Baron Sandys († um 1680)
- Edwin Sandys, 8. Baron Sandys († um 1683)

### Barone Sandys, zweite Verleihung (1743)
- Samuel Sandys, 1. Baron Sandys (1695–1770)
- Edwin Sandys, 2. Baron Sandys (1726–1797)

### Baron Sandys, dritte Verleihung (1802)
- Mary Hill, Marchioness of Downshire, 1. Baroness Sandys (1774–1836)
- Arthur Hill, 2. Baron Sandys (1793–1860)
- Marcus Sandys, 3. Baron Sandys (1798–1863)
- Augustus Sandys, 4. Baron Sandys (1840–1904)
- Michael Sandys, 5. Baron Sandys (1855–1948)
- Arthur Hill, 6. Baron Sandys (1876–1961)
- Richard Hill, 7. Baron Sandys (1931–2013)
- Nicholas Hill, 9. Marquess of Downshire, 8. Baron Sandys (* 1959)

Voraussichtlicher Titelerbe (Heir apparent) ist der Sohn des aktuellen Titelinhabers, Edmund Hill, Earl of Hillsborough (* 1996).